# Wickesklasse

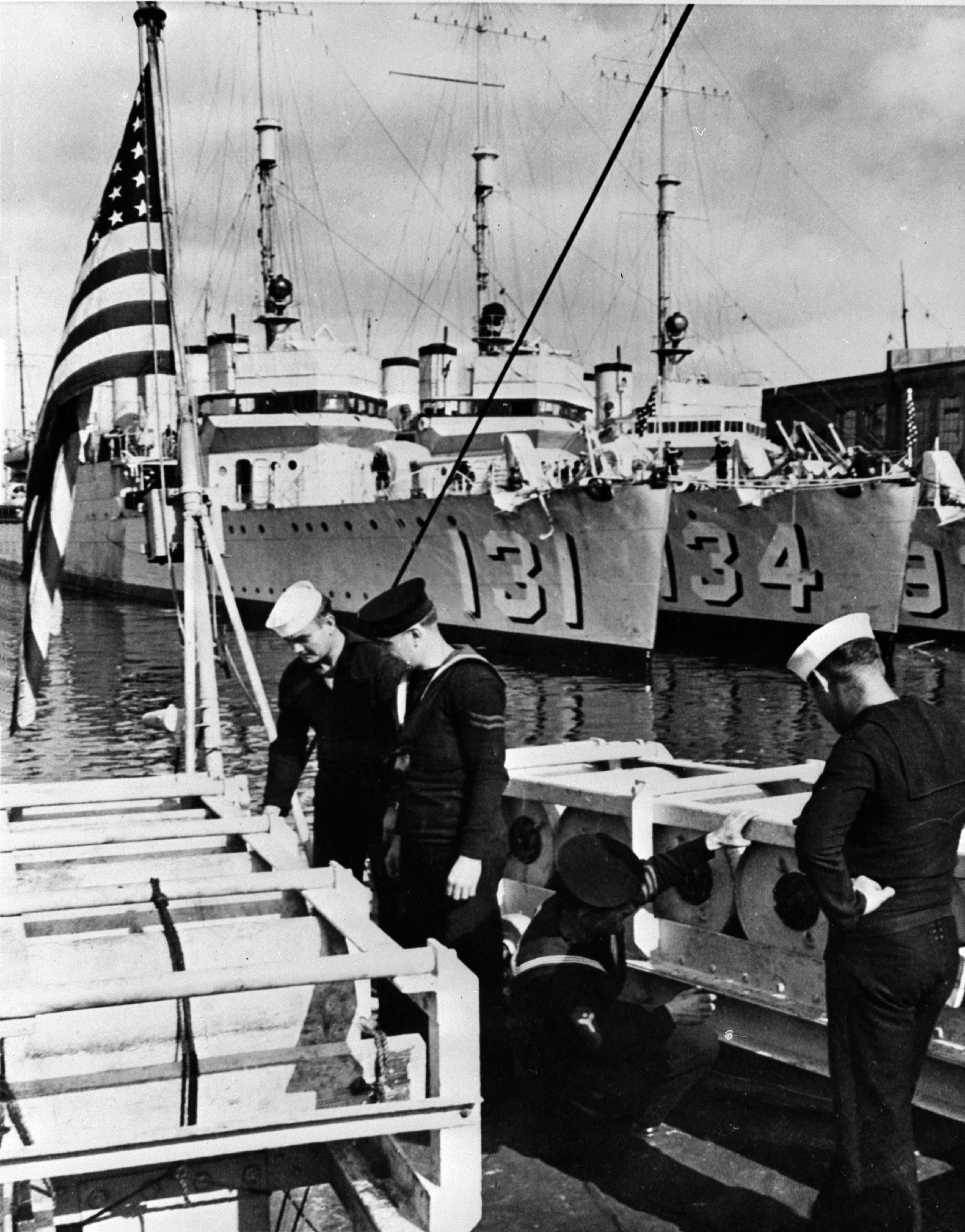
Wickesklasse schepen in 1940 die werden overgedragen aan de Royal Navy

De Wickesklasse was Amerikaanse klasse van torpedobootjagers gebouwd om de grootste vloot ter wereld te maken. De basis voorwaarde voor de klasse was een snelheid van 35 knopen. Het Amerikaans Congres autoriseerde fondsen voor het project met de Naval Act of 1916.

## Achtergrond
Met de Eerste Wereldoorlog in haar tweede jaar en groeiende spanningen tussen de Verenigde Staten en Duitsland, moest de United States Navy uitbreiden. Het Congres nam op 29 augustus 1916 een wet aan die om een vloot vroeg die zowel de Atlantische als de Pacifische kust kon bewaken. Die vloot zou bestaan uit 10 slagschepen, 6 slagkruisers van de Lexingtonklasse, 10 verkenningskruisers van de Omahaklasse en 50 torpedobootjagers van de Wickesklasse met een topsnelheid van 35 knopen.

## Ontwerp
De bewapening bestond uit vier 4-inch/50 kaliber kanonnen en 12 533mm-torpedobuizen. De romp had een flush dek met vier schoorstenen. Het hogere vermogen leidde tot meer gewicht en kosten. Een gelijke kiel en vrijwel horizontale aandrijfassen werden ontworpen om het gewicht zo laag mogelijk te houden. De bewapening zou gemiddeld zijn voor de destroyers van die tijd. De klasse bleek uiteindelijk een te kleine actieradius te hebben, en was lichtelijk instabiel. De brandstofcapaciteit zou met 100 ton toenemen in de volgende Clemsonklasse. Het bijtanken op zee hief deze problemen echter op.

## Productie
Het Congres van de VS had goedkeuring gegeven in 1916 voor de bouw van 50 destroyers. Maar toen men zich het gevaar van de U-boten ging realiseren, werd besloten om de productie te verhogen. De uiteindelijk 111 schepen werden gebouwd door Bath Iron Works, Bethlehem Steel Corporation's Fore River Shipbuilding Company en William Cramp and Sons.

## Operaties
Een aantal schepen uit de klasse werden in 1940 overgedragen aan de Royal Navy onder het Destroyers for Bases Agreement. Andere werden omgebouwd tot lichte mijnenvegers met de aanduiding DM (Destroyer Minlelayer). Weer andere werden omgebouwd tot snelle transportschepen met de aanduiding APD.